# Chester (miasto w hrabstwie Orange)
Chester – miasto w Stanach Zjednoczonych, w stanie Nowy Jork, w hrabstwie Orange.